# Noemia brunnea
Noemia brunnea är en skalbaggsart som beskrevs av Hüdepohl 1998. Noemia brunnea ingår i släktet Noemia och familjen långhorningar. Inga underarter finns listade i Catalogue of Life.